# Collocalia natalis
A Collocalia natalis a madarak osztályának a sarlósfecske-alakúak (Apodiformes) rendjébe és a sarlósfecskefélék (Apodidae) családjába tartozó faj.

## Rendszerezése
A fajt Joseph Jackson Lister brit zoológus írta le 1889-ben. Egyes szervezetek szerint a fényes szalangána (Collocalia esculenta) alfaja Collocalia esculenta natalis néven.

## Előfordulása
Az Ausztráliához tartozó Karácsony-sziget területén honos.

## Természetvédelmi helyzete
A Természetvédelmi Világszövetség Vörös listáján nem szerepel.

## Külső hivatkozások
- Képek az interneten a fajról
- Xeno-canto.org - a faj hangja és elterjedési területe